# Lustro półprzepuszczalne

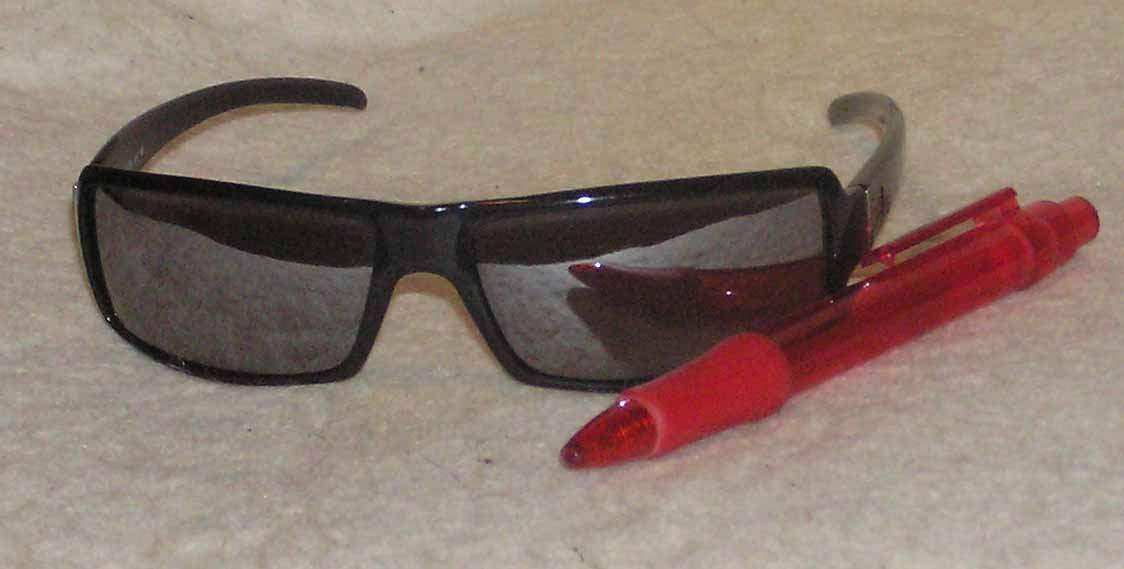
W tych okularach zachodzi podobne zjawisko

Wykorzystanie lustra półprzepuszczalnego w prompterze

Lustro półprzepuszczalne, zwierciadło półprzepuszczalne – lustro odbijające część światła, a pozostałą część przepuszczające (pomijając światło pochłonięte). Odbita ilość światła jest na tyle znaczna, że powstały obraz wygląda jak w zwykłym lustrze.

## Budowa i działanie
Jest to szyba pokryta cienką warstwą metalu. Zazwyczaj umieszczone jest między dwoma pomieszczeniami – jedno z nich jest przyciemnione, a drugie jasno oświetlone. Osoby znajdujące się w jasnym pokoju widzą własne odbicie. Światło z pokoju ciemnego również do niego przechodzi, ale oko ludzkie, widząc znacznie jaśniejsze odbicie z jasnego pokoju, nie dostrzega tego światła. Natomiast w ciemnym pomieszczeniu światło przechodzące przez lustro ma znacznie większe natężenie niż odbite od lustra, więc osoby znajdujące się w nim mogą swobodnie obserwować jaśniejsze pomieszczenie jak przez szybę.
Podobne zjawisko widać także w zwykłych szybach okiennych: w słoneczny dzień, patrząc na szyby z zewnątrz, widać tylko odbicie, a trudno dostrzec wnętrze budynku; w nocy, gdy mieszkańcy zapalą światła, sytuacja się odwraca.
Dla wzmocnienia efektu półprzepuszczalności używa się czasem szyb przyciemnianych. W takim wykonaniu warstwa odbijająca znajduje się po stronie pokoju jasnego. Światło biegnące z pokoju ciemnego jest dodatkowo tłumione przez tę szybę, więc jest jeszcze mniej widoczne z pokoju jasnego. Przykładem użycia lustra półprzepuszczalnego są okazania osób podejrzanych świadkom.

## Nazwa
Lustro półprzepuszczalne ma w różnych językach dodatkowe, potoczne nazwy. Po niemiecku jest to venezianischer Spiegel (dosł. lustro weneckie), a po rosyjsku зеркало Гезелла (dosł. lustro Gesella – eponim od nazwiska amerykańskiego psychologa i pediatry Arnolda Gesella). W języku polskim spotyka się nazwy lustro weneckie lub rzadziej lustro fenickie.